# USS Wasmuth (DD-338)
Za druga plovila z istim imenom glejte USS Wasmuth.
USS Wasmuth (DD-338) je bil rušilec razreda Clemson v sestavi Vojne mornarice Združenih držav Amerike.
Rušilec je bil poimenovan po marinskem častniku Henryju Wasmuthu.

## Zgodovina
Rušilec je med drugo svetovno vojno opravljal protipodmorniške naloge in varovanje pomorskih konvojev, dokler se ni potopila med nevihto; visoki valovi so iz njenega krova odtrgali dva globinski bombi, ki sta nato eksplodirali pod ladjo in jo težko poškodovali. Na površju je ostala še tri ure in pol, dokler niso evakuirali posadke, nakar pa so jo prepustili morju.